# Thomas Plume
Thomas Plume (* 1630 in Maldon; † 20. November 1704) war ein englischer Geistlicher, Philanthrop und Gründer der nach ihm benannten Bibliothek.

## Leben
Die Familie ließ sich in der Grafschaft Essex in Yeldon Hall nieder. Plume wurde am 7. oder 18. August 1630 in der Allerheiligenkirche (All Saints Church) in Maldon als Thomas, Sohn von Thomas und Hellen Plume getauft. Plume wurde in Chelmsford, Essex und am Christ’s College in Cambridge ausgebildet. Er schloss sein Studium mit dem Bachelor of Arts (BA) und Doctor of Divinity (DD) ab.
1658 wurde er zum Vikar in East Greenwich, Kent ernannt und blieb es 46 Jahre. Während der Stuart-Restauration 1660 war Plume Vikar in Greenwich. Er unterzeichnete den Act of Uniformity 1662, obwohl sein Vater ein bekannter Presbyterianer war. 1662 wurde er zum Rektor in Merston, Sussex, und 1665 zum Rektor in Little Easton, Essex ernannt. 1679 wurde er Erzdiakon von Rochester, Kent. Er blieb unverheiratet. Er wurde in Longsfield in Kent begraben.
Er war der erste Vorsitzende der John Roan School in Greenwich.

## Plume Library

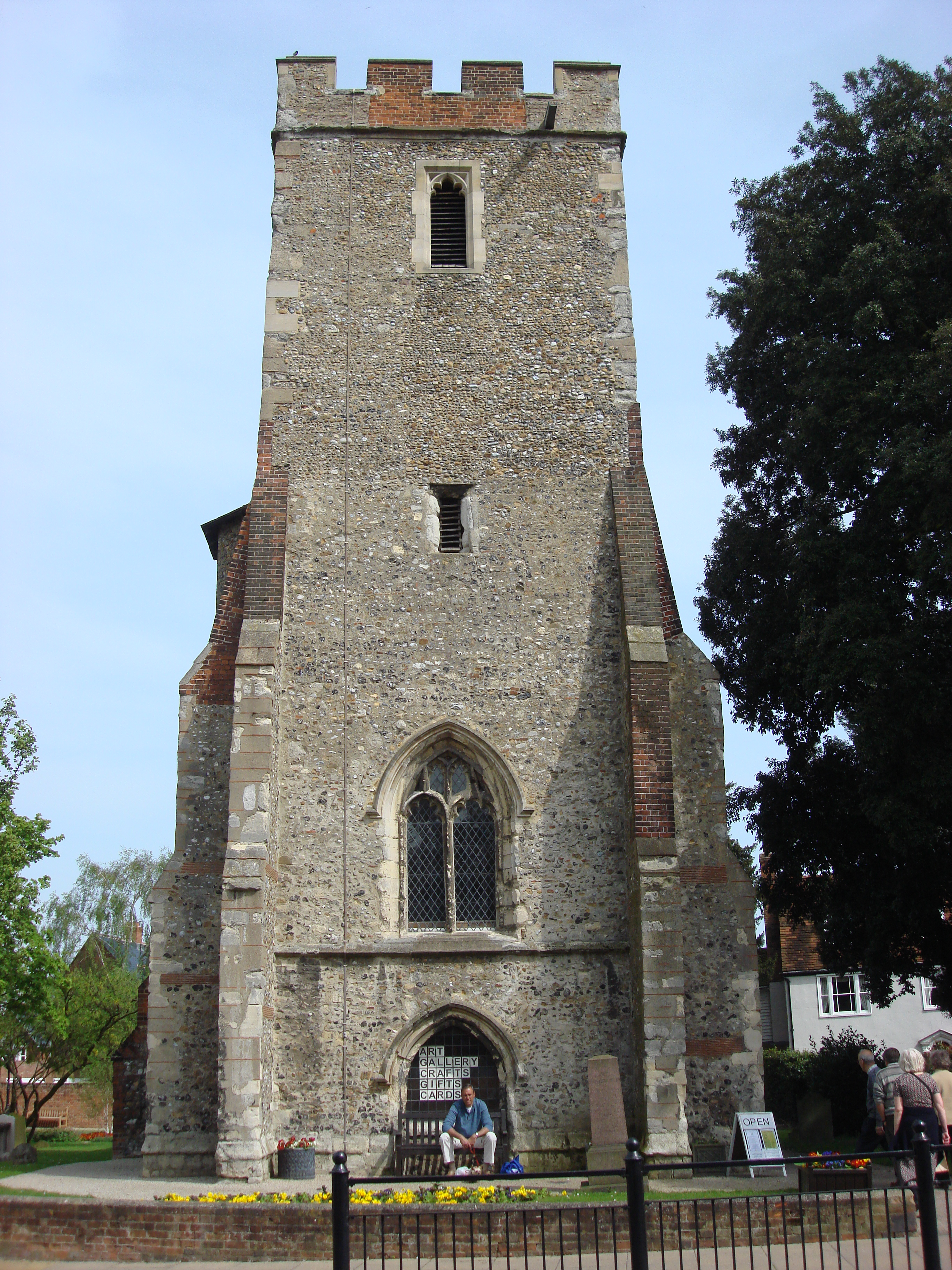
Der Turm von St Peter’s Church, Maldon, wo die Bibliothek untergebracht ist.

Obwohl er den größten Teil seines Lebens der Kirche widmete, war er intellektuellen Entwicklungen auch auf anderen akademischen Gebieten aufgeschlossen. Er sammelte Bücher, die auf ein Interesse auf dem Gebiet der Chemie, Astronomie, Medizin, Geschichte und Reisen hinweisen.
Unter anderem befinden sich in seiner Sammlung:
- John Speeds atlas von 1631
- Francis Drakes The World Encompassed, 1628;
- Robert Boyles The Sceptical Chymist, 1680.

Obwohl er die längste Zeit in Greenwich lebte, vermachte er seine Sammlung von etwa 8.100 Büchern und Drucken, die zwischen 1487 und 1658 gedruckt worden waren, seiner Heimatstadt Maldon. Die Bücher werden dort in einem Gebäude aufbewahrt, das Plume auf den Überresten der St Peter’s Church zu diesem Zweck hatte errichten lassen. Die Bibliothek war für den Dienst der Ministers und des Klerus in den benachbarten Pfarreien. Jeder Gentleman oder Gelehrte konnte ein Buch ausleihen, wenn er versprach, es zurückzugeben. Die Bibliothek wuchs nach seinem Tod durch Beiträge weiterer Stifter.
Heutzutage können die Bücher nicht mehr ausgeliehen werden. 1989 wurde festgestellt, dass 723 Bücher aus dem ursprünglichen Vermächtnis fehlten.

## Plumian Professor of Astronomy and Experimental Philosophy
1704 stiftete Plume den Lehrstuhl des Plumian Professor of Astronomy and Experimental Philosophy an der University of Cambridge, um „ein Observatorium zu errichten und einen fleißigen und gelehrten Professor für Astronomie und experimentelle Philosophie zu unterhalten und ihm und seinen Nachfolgern Utensilien, Quadranten, Teleskope etc zu kaufen.“

## Vermächtnis
Plume war unverheiratet und hinterließ ein großes Vermögen, welches hauptsächlich für wohltätige Zwecke verwendet wurde. Beträge von £1,000, £700 und £202 12s. 6d. verwendet er für die Gründung einer Professur in Cambridge. Das Geld vermachte er William Covell, Master of Christ’s; Richard Bentley, Master of Trinity; Francis Thompson, of Caius und William Whiston, Lucasian professor, um ein „Observatorium zu errichten und einen Professor der Astronomie und experimentellen Philosophie zu unterhalten und ein Haus in der Nähe zu bauen oder zu kaufen.“